# Fichten (Guttenberg)
Fichten ist eine Wüstung auf dem Gemeindegebiet von Guttenberg im Landkreis Kulmbach (Oberfranken, Bayern).

## Geografie
Die ehemalige Einöde lag auf einem Bergrücken (544 m ü. NHN), der zu den südlichen Ausläufern des Frankenwaldes zählt. Gegen Osten fällt das Gelände in das Tal des Pfarrbachs ab. Der Ort war nur über einen Wirtschaftsweg erreichbar, der von Guttenberg (0,9 km südöstlich) nach Torkel (0,5 km nördlich) führt.

## Geschichte
Gegen Ende des 18. Jahrhunderts bestand Fichten aus einem Anwesen. Das Hochgericht übte das Burggericht Guttenberg aus. Es hatte ggf. an das bambergische Centamt Marktschorgast auszuliefern. Grundherr des Gütleins war das Burggericht Guttenberg.
Mit dem Gemeindeedikt wurde Fichten dem 1812 gebildeten Steuerdistrikt Guttenberg und der im selben Jahr gebildeten Gemeinde Guttenberg zugewiesen. In den amtlichen Ortsverzeichnissen nach 1964 wurde der Ort nicht mehr aufgelistet. Auf einer topographischen Karte von 1978 war Fichten noch verzeichnet, 1992 ebenfalls, jedoch war das zugehörige Grundstück nun bewaldet.

## Einwohnerentwicklung
| Jahr      | 001818 | 001819 | 001861 | 001871 | 001885 | 001900 | 001925 | 001950 | 001961 |
| Einwohner |        | 4      | 6      | 5      | 9      | 4      | 3      | 5      | 0      |
| Häuser    | 1      |        |        |        | 1      | 1      | 1      | 1      | 1      |
| Quelle    | [ 3 ]  | [ 7 ]  | [ 8 ]  | [ 9 ]  | [ 10 ] | [ 11 ] | [ 12 ] | [ 13 ] | [ 14 ] |

## Religion
Fichten war gemischt konfessionell. Die Katholiken waren nach St. Jakobus der Jüngere (Guttenberg) gepfarrt, die Protestanten nach St. Georg (Guttenberg).